# بوشز
بوشز (به لاتین: Buchs) یک بخش در سوئیس است که در کانتون آرگاو واقع شده‌است.